# توافق

مقامات رنين الوتر الموسيقي تكون متوافقة.

التوافق (بالإنجليزية: Harmonic)‏ في الفيزياء، وعلم الصوتيات، والكهرباء تتوافق موجتان إذا كانت تردد واحدة جزء من مكونات تردد الآخرة .
أي تتوافق موجتين (أو صوتين أو إشارتين لاسلكيتين) إذا كان تردد الموجة الثانية ضعف أو ثلاثة أضعاف أو أربعة أضعاف تردد الأولى ويسمي تردد الموجة الأول التردد الأساسي. فإذا كان التردد الأساسي 25 هرتز تكون الترددات التوافقية: 25 هرتز، و50 هرتز، و75 هرتز و100 هرتز وهكذا.